# Poids léger
Pour les articles homonymes, voir Poids légers et Poids (homonymie).
Pour plus de détails, voir Fiche technique et Distribution.
Poids léger est un film franco-belge réalisé par Jean-Pierre Améris en 2004 adapté du roman éponyme d'Olivier Adam

## Synopsis
Antoine, qui boxe dans la catégorie poids léger, travaille dans les pompes funèbres et aime Su.

## Fiche technique
- Titre : Poids léger
- Réalisation : Jean-Pierre Améris
- Scénario : Jean-Pierre Améris d'après le roman d'Olivier Adam
- Musique : Doctor L
- Photographie : Séverine Barde
- Montage : Katya Chelli
- Production : Philippe Godeau
- Société de production : Pan Européenne, France 2 Cinéma, Saga Film et Canal+
- Pays :  France et  Belgique
- Genre : drame
- Durée : 90 minutes
- Dates de sortie : 
  -  France : 9 juin 2004

## Distribution
- Nicolas Duvauchelle : Antoine
- Bernard Campan : Chief
- Maï Anh Lê : Su
- Sophie Quinton : Claire
- Élisabeth Commelin : Hélène
- Frédéric Gorny : Pierre
- Stéphane Daimé : Jacques
- Ugo Broussot : le chanteur
- Gilles Treton : le directeur des pompes funèbres

## Autour du film
- Le film comporte une scène d'accouchement dans laquelle le téléspectateur voit l'expulsion du fœtus de l'utérus, ce qui est assez rare dans le cinéma pour être souligné.